# Cyphophthalmus montenegrinus
Espèce
Synonymes
- Siro montenegrinus Hadži, 1973

Cyphophthalmus montenegrinus est une espèce d'opilions cyphophthalmes de la famille des Sironidae.

## Distribution
Cette espèce est endémique du Monténégro. Elle se rencontre à Virpazar dans la grotte Velja špilja.

## Description
Le mâle mesure 1,7 mm et la femelle 1,9 mm.

## Systématique et taxinomie
Cette espèce a été décrite sous le protonyme Siro montenegrinus par Hadži en 1973. Elle est placée dans le genre Cyphophthalmus par Boyer, Karaman et Giribet en 2005.

## Étymologie
Son nom d'espèce lui a été donné en référence au lieu de sa découverte, le Monténégro.

## Publication originale
- Hadži, 1973 : « Novi taksoni suhih juzim (Opilionoidea) v Jugosulaviji. » Razprave Slovenska Akademija Znanosti in Umetnosti (SAZU) IV, vol. 16, no 1, p. 1-120.